# Peter Risi
Pour les articles homonymes, voir Risi.
Peter Risi est un joueur de football suisse né le 16 mai 1950, à Buochs et mort le 11 décembre 2010.

## Biographie

### En club
- 1970-1972 : FC La Chaux-de-Fonds
- 1972-1975 : FC Winterthur
- 1975-1979 : FC Zurich
- 1979-1985 : FC Lucerne

### En sélection
- 15 sélections, 3 buts en équipe de Suisse.
- Première sélection : Suède-Suisse 0-0, le 9 juin 1974 à Malmö
- Dernière sélection : Suisse-Espagne  1-2, le 21 septembre 1977 à Berne